# Trstěnice (okres Cheb)
Obec Trstěnice (německy Neudorf či Neudorf b. Kuttenplan) se nachází v okrese Cheb v Karlovarském kraji. Žije zde 432 obyvatel.

## Historie
První písemná zmínka o obci pochází z roku 1367, že podací právo ke zdejšímu kostelu má český král. Kostel byl zasvěcen svatému Vítu.

## Obyvatelstvo
Při sčítání lidu v roce 1921 zde žilo 490 obyvatel, z nichž bylo 488 obyvatel německé národnosti a dva byli cizozemci. Všichni obyvatelé se hlásili k římskokatolické církvi.
| Rok            | 1869 | 1880 | 1890 | 1900 | 1910 | 1921 | 1930 | 1950 | 1961 | 1970 | 1980 | 1991 | 2001 | 2011 |
| -------------- | ---- | ---- | ---- | ---- | ---- | ---- | ---- | ---- | ---- | ---- | ---- | ---- | ---- | ---- |
| Počet obyvatel | 484  | 513  | 501  | 522  | 521  | 490  | 488  | 227  | 210  | 245  | 255  | 274  | 268  | 276  |
| Počet domů     | 82   | 84   | 84   | 84   | 86   | 88   | 92   | 68   | 49   | 45   | 46   | 56   | 58   | 66   |

| Rok            | 1869 | 1880 | 1890 | 1900 | 1910 | 1921 | 1930 | 1950 | 1961 | 1970 | 1980 | 1991 | 2001 | 2011 |
| -------------- | ---- | ---- | ---- | ---- | ---- | ---- | ---- | ---- | ---- | ---- | ---- | ---- | ---- | ---- |
| Počet obyvatel | 891  | 924  | 918  | 912  | 918  | 901  | 892  | 370  | 320  | 345  | 351  | 368  | 349  | 361  |
| Počet domů     | 153  | 157  | 157  | 155  | 160  | 162  | 169  | 108  | 72   | 68   | 69   | 82   | 84   | 92   |

## Pamětihodnosti
- kostel svatého Víta
- přírodní rezervace Kosatcová louka
- lovecký minizámeček zvaný Berchembogen

## Části obce
- Trstěnice (k. ú. Trstěnice u Mariánských Lázní)
- Horní Ves (k. ú. Horní Ves u Mariánských Lázní a Skelné Hutě)

## Doprava
Územím obce prochází silnice I/21, ta do roku 2020, kdy byl otevřen obchvat Drmoulu a Trstěnic, procházela jádrem obce.